# Anton Steinhauser (Politiker)
Anton Steinhauser (* 5. Januar 1840 in Sagogn, Kanton Graubünden; † 22. März 1915 ebenda) war ein Schweizer Jurist, Politiker (FDP), Redaktor und Herausgeber.

## Leben und Werk
Nachdem Steinhauser von 1860 bis 1865 in München, Leipzig, Paris und Heidelberg Jura studiert hatte, eröffnete er eine Anwaltskanzlei in Sagogn. Als liberaler FDP-Politiker war Steinhauser zuletzt von 1875 bis 1881 als Nationalrat tätig. 1872 gründete Steinhauser in Graubünden die «Vereinigung liberaler Katholiken», um sich für die Bundesverfassungsrevision und gegen den Geist des Kulturkampfs einzusetzen. Von 1870 bis 1892 wirkte Steinhauser als Redaktor oder Herausgeber der liberalen rätoromanischen Zeitungen Ligia Grischa, Patriot und Sursilvan.
Steinhauser war seit 1869 mit Anna geborene de Latour, Tochter von Alois de Latour, verheiratet; ihr gemeinsamer Sohn war der Jurist und Politiker Alois Steinhauser.